# Sarry (Yonne)
Sarry ist eine französische Gemeinde mit 134 Einwohnern (Stand: 1. Januar 2022) im Département Yonne in der Region Bourgogne-Franche-Comté (vor 2016 Bourgogne) im Osten Frankreichs. Die Gemeinde gehört zum Arrondissement Avallon und zum Kanton Chablis (bis 2015 Noyers). 

## Geografie
Sarry liegt etwa 43 Kilometer ostsüdöstlich von Auxerre. Umgeben wird Sarry von den Nachbargemeinden Censy im Norden und Nordwesten, Pasilly im Norden, Étivey im Osten, Châtel-Gérard im Süden und Südosten, Annoux im Süden und Südwesten, Massangis im Südwesten, Grimault im Westen und Südwesten sowie Jouancy im Westen.

## Einwohnerentwicklung
| Jahr                      | 1962 | 1968 | 1975 | 1982 | 1990 | 1999 | 2006 | 2013 |
| ------------------------- | ---- | ---- | ---- | ---- | ---- | ---- | ---- | ---- |
| Einwohner                 | 227  | 184  | 176  | 161  | 146  | 185  | 175  | 162  |
| Quelle: Cassini und INSEE |      |      |      |      |      |      |      |      |

## Sehenswürdigkeiten
- Kirche Saint-Germain aus dem 13. Jahrhundert, Monument historique
- Kirche Saint-Pierre-ès-Liens aus dem 16. Jahrhundert

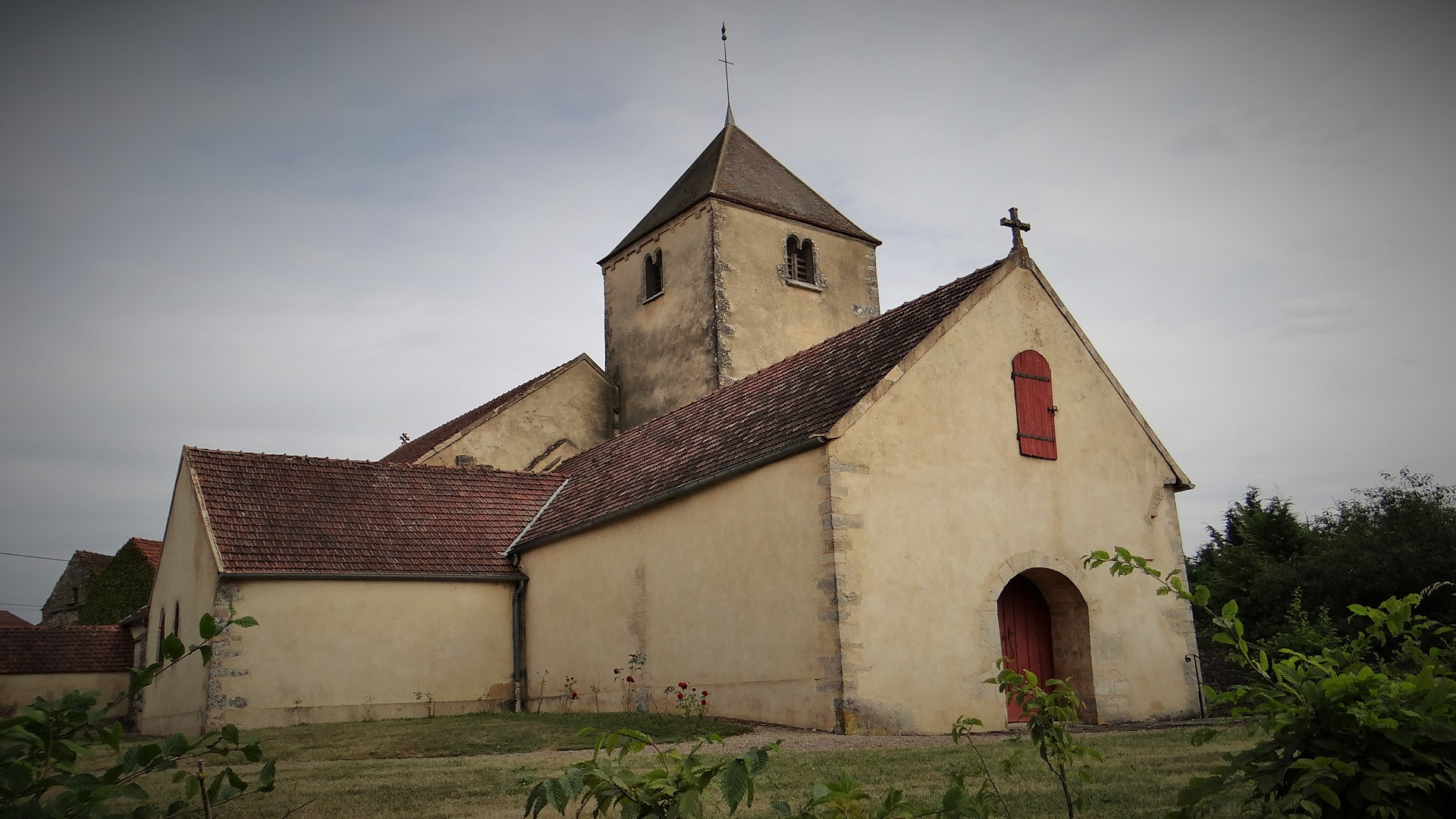
Kirche Saint-Germain

## Persönlichkeiten
- Raymond Riotte (* 1940), Radrennfahrer